# Thomas Parker (3e comte de Macclesfield)
Pour les articles homonymes, voir Thomas Parker et Parker.
Thomas Parker (12 octobre 1723 - 9 février 1795) est un pair et un homme politique britannique.

## Biographie
Il est le fils de George Parker (2e comte de Macclesfield), et de Mary, fille de Ralph Lane.
Il est élu au Parlement pour Newcastle-under-Lyme en 1747, poste qu'il occupe jusqu'en 1754 , puis représente l'Oxfordshire entre 1754 et 1761  et Rochester entre 1761 et 1764. Cette dernière année, il succède à son père comme comte et entre à la Chambre des lords. Le siège de la famille est le château de Shirburn, dans l’Oxfordshire.
Il est élu membre de la Royal Society en novembre 1747 .
Lord Macclesfield épouse sa cousine germaine, Mary, fille de Sir William Heathcote (1er baronnet), et Elizabeth Parker, en 1749. Il est décédé en février 1795, à l'âge de 71 ans, et son fils aîné, George, lui succède. Lady Macclesfield est décédée en mai 1812.